# 250
Cette page concerne l'année 250  du calendrier julien. Pour l'année 250 av. J.-C., voir 250 av. J.-C. Pour le nombre 250, voir 250 (nombre).
L'année 250 est une année commune qui commence un mardi.

## Événements
- Janvier : débuts de la persécution de Dèce (250-251). Application de l'édit impérial exigeant de sacrifier aux dieux de l’État romain. Beaucoup de chrétiens, les lapsi (tombés), acceptent de sacrifier ou d’acheter le certificat de sacrifice (libelle), par crainte de la persécution[1]. Les évêques Babylas d'Antioche et Alexandre de Jérusalem sont jetés en prison où ils meurent[2]. Origène est arrêté à Césarée et enfermé pendant un an ; il meurt des suites de ses tortures en 253[3]. L’évêque d'Alexandrie Denys, réfugié en Libye, fait de nombreuses conversions[4].
- 10 janvier : martyre de Polyeucte (?) à Mélitène en Cappadoce[5] (actuelle Malatya en Turquie).
- 20 janvier : martyre de l’évêque de Rome Fabien, mort en prison. Le siège de Rome reste vacant pendant 14 mois[6]. Le diacre Novatien assure la direction de l’Église de Rome[2].
- 23 février : le prêtre chrétien Pionios est arrêté à Smyrne avec Sabine et Asclépiade, Macedonia et Lemnus ; il est brûlé vif le 5 mars[7].
- Printemps : 
  - Début de la première guerre des Goths (fin en 269). Les Goths, sous la conduite du roi Cniva envahissent la Mésie avec l'aide des Carpes, qui entrent en Dacie. Cniva se dirige vers Novae où le gouverneur de Mésie Trébonien Galle le force à la retraite ; une seconde force traverse les Balkans jusqu'en Thrace, ravage la vallée de l'Hèbre et assiège le gouverneur Titus Julius Priscus à Philippopolis, tandis que Kniva assiège Nicopolis ad Istrum[2].
  - Le fils de Dèce Herennius Etruscus est fait César[8].

- Juillet/septembre : le fils de Dèce Hostilien est fait César[8].
- Automne : L'empereur Dèce intervient en Dacie et prend à la suite de sa victoire le surnom de Dacicus Maximus et de Restitutor Daciarum (restaurateur de la Dacie)[9]. Puis il marche contre Cniva, qui, surpris à Nicopolis, s'enfuit. Dèce traverse l'Haemus quand Cniva fait volte-face et surprend le camp des Romains qui sont écrasés et se réfugient en Mésie. Cniva se tourne alors de nouveau contre Philippopolis qui est prise avec l'aide de Julius Priscus, qui nourrit des ambitions au trône[10].
- 29 novembre[11] : martyre de Saturnin (Sernin) à Toulouse, attaché au taureau du sacrifice[12].

- Une épidémie de peste, venue d'Égypte, se répand dans l'empire romain[3].

## Naissances en 250
- Maximien, empereur romain.

## Décès en 250
- 20 janvier : Fabien (pape).
- 29 novembre : Saturnin de Toulouse.